# Oughter Ard
Oughter Ard (Iers: Uachtar Árd) is een kerkelijke locatie, begraafplaats en townland alsmede voorheen een parochie, kiesdistrict en koninklijk heerlijkheid in County Kildare. Tegenwoordig behoort het tot Ardclough. Het is de begraafplaats en vermoedelijke geboorteplaats van Arthur Guinness.

## Stichting
De ronde toren en het oude klooster wordt in verband gebracht met een nonnenklooster rond het jaar 600 gesticht door Sint Briga en wordt ook in verband gebracht met Sint Tarcairteann. Het klooster stond onder bescherming van een lokale tak van de Uí Dúnlainge dynastie onder wie het koningschap van Leinster roteerde in de periode 750-1000. In die periode vestigden tien Uí Dúnchada koningen hun basis op het nabijgelegen Lyons Hill. Neven van deze koningen waren beschermheer van de kloosters in Kildare en Glendalough.
Ougher Ard werd een koninklijke heerlijkheid en kiesdistrict in de 12e eeuw. Een nabijgelegen kasteelruïne is gedateerd als zijnde uit ongeveer 1300. Ploegsporen van middeleeuwse oorsprong zijn nog steeds te zien in velden nabij het kerkhof.

## Middeleeuwse sporen
Recent onderzoek van archeoloog en historicus Mike O'Neill heeft aangetoond dat de ruïne van de kerk dateert uit ongeveer 1350 en niet, zoals eerder gedacht, uit 1609. De entree in de ruïne is nu via een van de ramen aangezien de beide oorspronkelijke ingangen nu dienen als mausoleum. De ronde toren uit de 8e eeuw, een van de vijf resterend in County Kildare, is in goede staat hoewel alleen de eerste 8 meter overblijft. Een kleine geruïneerde kasteeltoren staat op ongeveer 300 meter ten zuidoosten van de begraafplaats.

## Verwoesting en herstel
Het klooster en de ronde toren werden verbrand door Vikingen uit Dublin onder leiding van Sigtrygg Silkbeard in 955. Gedurende de Normandische invasie van Ierland in 1169-1171 was de parochie deel van de landgoederen die als bruidsschat die door Dermot McMurrough meegegeven werd aan zijn dochter Eva (Aoife) bij haar huwelijk met Strongbow in 1170.
Later was het in het bezit van Adam de Hereford, die na zijn dood in 1210 al zijn bezittingen naliet aan het St. Thomas Klooster in Thomas Street, Dublin. Enkele eeuwen lang verpachtte het klooster het land aan lokale boeren tot aan de Opheffing van de Kloosters in 1536-1541. Het overzicht van Pauselijke belastingen in 1303 noemt het als 'Outherard' en het komt ook voor als 'Wochtred'. De parochie Ougher Ard werd uiteindelijk samengevoegd met Lyons Hill in 1541. De vermelding in de kalenderrollen uit 1609 wordt gevolgd door een andere vermelding uit 1620 waarbij de kerk omschreven werd als "in puin". De vermelding uit 1609 werd in 1898 door Walter Fitzgerald opgevat als de stichtingsdatum, hetgeen later onjuist bleek.
Het is niet duidelijk wanneer de kerk in onbruik raakte.

## Civiel onderzoek 1654-1656
Na Cromwells verovering van Ierland in de periode 1649-1653 werd het land onderzocht. Land dat toebehoorde aan tegenstanders van Cromwell werd daarbij doorgaans geconfisqueerd. Met dit land werden de schulden aangegaan bij de Adventures Act 1642 afbetaald. (Voor een bijdrage van 200 pond in de kosten van de oorlog tegen de Ierse rebellen kreeg men 4 km² land in Ierland terug.) Het onderzoek noemde vier townlands in de parochie van Ougher Ard: Ougher Ard, Bishopscourt, Hutton Read en Castlewarden. Ougher Ard werd getaxeerd op een jaarlijkse huurwaarde van £82 en was eigendom van vier personen. De 410 acre (ca. 166 hectare) was in gebruik als akkerland met uitzondering van 10 acre (4 hectare) dat in gebruik was als weiland.

## Arthur Guinness en andere opmerkelijke begrafenissen
Tot de bouw van de tolweg in de aangrenzende vallei in 1729 was Ougher Ard gelegen aan de hoofdweg van Dublin naar Limerick en Cork. Volgens het boek "Arthur's Round. The Life and Times of brewing legend Arthur Guinness" leefde de grootvader van Arthur Guinness hier. Grootvader William Read, een lokale boer, begon in 1690 met het verkopen van huis-gebrouwen bier in een kraam langs de weg. Vanwege de Jacobitische oorlogen had hij voldoende aanloop van troepen op weg naar en van het slagveld. Guinness trok later naar Dublin maar zijn lijk werd na zijn overlijden in januari 1803 teruggebracht naar Ougher Ard en bijgezet in het familiegraf Read. Volgens lokale legende is Guinness geboren in het huis van de familie Read in Huttonhead. Het was in die tijd traditie dat de zwangere vrouw terugkeerde naar het ouderlijk huis om daar te bevallen. Aangezien Huttonhead een ander townland is dan Ougher Ard is dit verhaal twijfelachtig..
Later in 1803 werd ook Arthur Wolfe, Lord Kilwarden hier begraven. Wolfe is bijgezet in het mausoleum van de Wolfe-familie, dat dateert uit 1650. Wolfe was het bekendste slachtoffer van Robert Emmets rebellie in dat jaar.
Ook James Phipps, kapitein tijdens de Ierse opstand van 1798 en deelnemer aan de Slag bij Ovidstown wordt hier herdacht. Na de neergeslagen opstand was hij weggevlucht naar de Verenigde Staten maar na zijn dood in 1826 werd hier een gedenksteen aangebracht. Er is ook een gedenksteen voor William Kennedy uit Bishopscourt. Hij verloor het leven tijdens de Slag om de Ardennen tijden de Tweede Wereldoorlog. Na de slag is hem postuum een dapperheidsonderscheiding toegekend.

## Duel
Daniel O'Connell (1775-1847) en John D'Esterre (?-1815) vochten op 1 februari 1815 in de nabijheid een duel uit in een nabijgelegen veld. O'Connel omschreef op 24 januari een Dublin Corporation voorziening voor de armen als "armzalig". John D'Esterre, toen de grote man van de conservatieve protestantse zaak, was hier woedend over en daagde O'Connel uit tot een duel. D'Esterre bezweek later aan de verwondingen opgelopen bij dit duel. Een detachement cavalerie uit Dublin kwam te laat om het duel te voorkomen. Er werd een monument opgericht dat later verwijderd is. In 2007 is het monument teruggeplaatst.